# Jerzy Buchwald

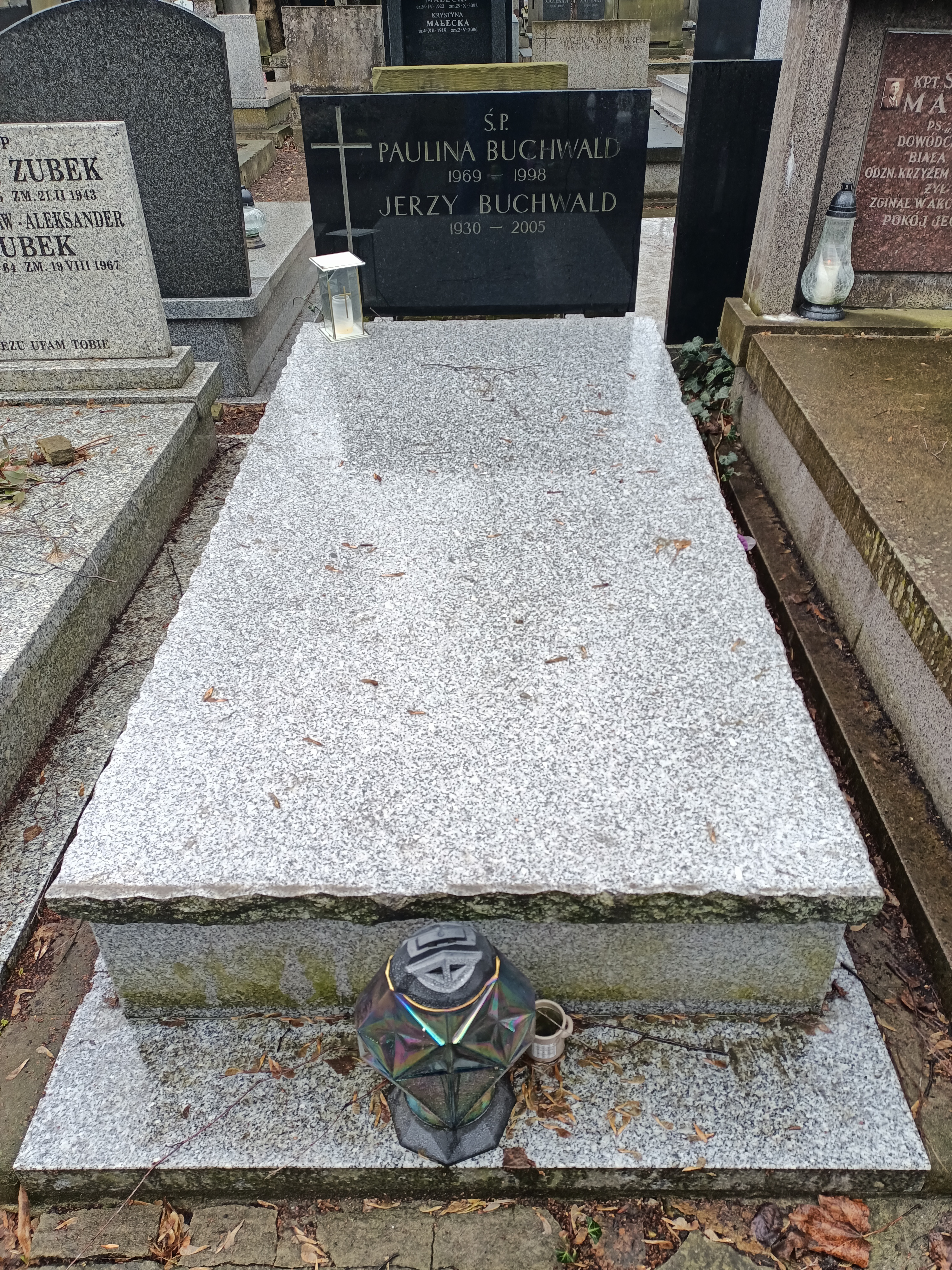
Grób Jerzego Buchwalda na Cmentarzu Powązkowskim w Warszawie

Jerzy Buchwald (ur. 30 stycznia 1930 w Śremie, zm. 23 lutego 2005 w Warszawie) – polski kierownik produkcji filmowej oraz producent wykonawczy, prawnik oraz wykładowca akademicki.

## Życiorys
Absolwent Wydziału Prawa Uniwersytetu im. Adama Mickiewicza w Poznaniu oraz Wydziału Organizacji Produkcji Filmowej Państwowej Wyższej Szkoły Telewizyjnej i Filmowej w Łodzi (1961, dyplom 1977). Od 1959 roku był związany zawodowo z Przedsiębiorstwem Realizacji Filmów „Zespoły Filmowe” w Warszawie, a od 1966 roku był członkiem Stowarzyszenia Filmowców Polskich. W latach 1978–2005 pełni funkcję szefa produkcji Zespołu, a następnie Studia Filmowego „Perspektywa” w Warszawie. Był wykładowcą PWSFTviT w Łodzi, w latach 1990–1993 zajmując stanowisko dyrektora Wyższego Studium Zawodowego Organizacji Produkcji Filmowej i Telewizyjnej.
W 1978 roku otrzymał nagrodę indywidualna I stopnia Przewodniczącego Komitetu ds. Radia i Telewizji za produkcję serialu "Polskie drogi".
Został pochowany na Cmentarzu Powązkowskim w Warszawie (kwatera 129-4-7).

## Filmografia
- Zawsze w niedziele (1965) – kierownictwo produkcji
- cykl Opowieści niezwykłe:
  - Mistrz tańca (1968) – kierownictwo produkcji
  - Pożarowisko (1968) – kierownictwo produkcji
- Dancing w kwaterze Hitlera (1968) – kierownictwo produkcji
- Kolumbowie (1970) – kierownictwo produkcji
- Trzeba zabić tę miłość (1972) – kierownictwo produkcji
- Iluminacja (1972) – kierownictwo produkcji
- Bilans kwartalny (1974) – kierownictwo produkcji
- Polskie drogi (1976–1977) – kierownictwo produkcji
- Palce lizać (1999) – producent wykonawczy
- cykl Święta polskie:
  - Noc świętego Mikołaja (2000) – producent wykonawczy
  - Żółty szalik (2000) – producent wykonawczy
  - Wszyscy święci (2002) – producent wykonawczy
  - Królowa chmur (2003) – producent wykonawczy
  - Biała sukienka (2003) – producent wykonawczy
  - Długi weekend (2004) – producent wykonawczy
  - Piekło niebo (2004) – producent wykonawczy
- Zemsta (2002) – producent wykonawczy
- Komornik (2005) – producent wykonawczy